# Suvremene metode umjetničke obrade metala
Suvremene metode umjetničke obrade metala  prije svega su postupci koji su izvorno razvijeni za korištenje u industrijske svrhe,poput galvanoplastike, anodičke oksidacije te fotonagrizanja. Danas oni određenu ulogu imaju ponajprije u zemljama s visokorazvijenom umjetničkom obradom metala,prije svega se tu misli na SAD,Australiju,Japan,Veliku Britaniju,Italiju, te Njemačku.
U ove postupke možemo ubrojiti i oblikovanje presavijanjem razvijeno početkom osamdesetih godina 20. stoljeća.
Na kraju nadodajmo u ove postupke i mokume gane tehniku,tehniku nastalu još krajem 17.  stoljeća u Japanu,no izuzetno popularnu kod suvremenih umjetnika koji rade u metalu.
Tehnike tkanja i pletenja u metalu također možemo smatrati suvremenim dodatkom umjetničkoj obradi metala.
U ove se tehnike može ubrojiti i metalna glina,osmišljena oko 1990.
Svakako treba spomenuti i tehnologije koje se tek razvijaju kao što je trodimenzionalni ispis, te laser sintering - tehnologija odnosno selektivno lasersko topljenje,tehnike čija će uloga sigurno biti sve značajnija.

## Povijest
Najstariji od ovih postupaka je svakako galvanoplastika,koja je razvijena još u 19.  stoljeću(1838.).Najvažniji suvremeni autor koji radi u ovoj tehnici svakako je amerikanac Stanley Lechtzin,kao i njegova zemljakinja June Schwarz(1924. – 2016.).Danas ovu tehniku koristi jedan od najznačajnijih američkih suvremenih umjetnika koji rade u staklu, Michael Glancy.
Fotonagrizanje,koje je iako iznađeno u 19.stoljeću primjenu u umjetničkoj obradi metala započelo negdje pedesetih i šezdesetih godina   20. stoljeća -  spomenimo da su ovu tehniku koristili nijemac Reinhold Reiling(1922. – 1983.) i amerikanka Eleanor Moty.
Anodička oksidacija je u umjetničkoj obradi metala prvo primijenjena negdje   krajem šezdesetih godina   prošlog stoljeća. Njen najznačajniji predstavnik je amerikanac David LaPlantz,no među prvima su je koristili nizozemci Emmy Van Leersum(1930. – 1984.) i Gijs Bakker. Prije svega je korištena na aluminiju no od sredine šezdesetih godina 20. stoljeća počinje se koristiti i na titaniju, te niobiju i tantalu. Može se izvoditi i na nehrđajućem čeliku,no zasada nije bilo značajnijih pokušaja primjene ovih procesa u umjetničke svrhe.
Tekstilne tehnike rada u metalu prije svega su promovirale amerikanke Arline Fisch i Mary Lee Hu.
Mokume gane tehnika prvo je promovirana od strane   amerikanca Gene Pijanowskog i njegove supruge Hiroko Sato Pijanowsky još šezdesetih godina prošlog stoljeća.No treba istaknuti da su predmeti u ovoj tehnici rađeni već u 19. stoljeću(američka tvrtka Tiffany),te da je H.Wilson u svojoj knjizi Silverwork and Jewellery opisao tehniku (izdanje iz 1931.).Danas su najznačajniji umjetnici koji rade tim postupkom svakako Steve Midgett i James Binnion.
Najnoviji je   dodatak ovom spektru oblikovanje presavijanjem koje je početkom osamdesetih godina prošlog stoljeća osmislio Charles Lewton Brain. Danas ova tehnika i dalje privlači sve veći broj osoba tako da od 2012. postoji i međunarodni natječaj posvećen promociji ove tehnike.
Trodimenzionalni ispis se u komercijalnoj proizvodnji nakita koristi negdje od 2005. godine,prije svega za izradu voštanih modela za lijevanje.Lasersko sinteriranje zlata i drugih metala kao tehnika koristi se tek nekoliko godina.Obje ove tehnike( kod nas!) tek čekaju veću primjenu u umjetničkom oblikovanju metala( u svijetu se već nekoliko godina i komercijalno koriste).

## Situacija u Hrvatskoj
Kod nas ove tehnike   nisu imale značajnijih predstavnika,osim Vere Dajht-Kralj ,kiparice koja je radila nakit u emajliranom elektroformiranom bakru.Spomenuti se mogu i Rea Boschi Gogolja koja je radila nakit od pletene žice,te Stjepan Balja,zlatar koji je kod nas prvi izlagao nakit od titanija ( no 52 godine   nakon prve uporabe titanija za   nakit u svijetu)kao i Irenu Podvorac,kiparicu koja jedina  kod nas radi  i nakit od bojenog i eloksiranog  aluminija.

## Vanjske poveznice
- Stranica godišnjeg Charles Lewton Brain natječaja za radove u tehnici oblikovanja presavijanjem
- Forum posvećen umjetničkom nakitu
- Klimt02 forum posvećen umjetničkom nakitu
- Mokume gane.tehnika  Arhivirana inačica izvorne stranice od 28. lipnja 2016. (Wayback Machine)